# Červená hora (Nízký Jeseník)
Červená hora (749 m n. m.), nazývaná také Červená, je nevýrazný, plochý útvar a je nejvyšším vrcholem Domašovské vrchoviny v Nízkém Jeseníku a také nejvyšším bodem okresu Opava.
Díky telekomunikačnímu stožáru na vrcholu lze horu zdálky rozeznat. Hned vedle, téměř skryta v lese se nachází meteorologická stanice. Stanice zahájila svou činnost v roce 1952, tehdy sloužila potřebám dělostřelectva nedalekého vojenského prostoru. Během druhé světové války stála na vrcholu také letecká naváděcí věž sloužící Luftwaffe (Bývalá navigační věž). V polovině devadesátých letech byla ocelová konstrukce stržena. Tyto a další zajímavosti jsou vyobrazeny na informační tabuli ČHMÚ, před meteorologickou stanicí.
Směrem na západ od vrcholu se nachází Zlatá lípa. Od 27. dubna 1998 je Zlatá lípa zařazena mezi památné stromy ČR. Jde o místo kde údajně odpočíval generál Ernst Gideon von Laudon po vítězství nad Pruskými vojsky. Rakouský generál v roce 1758 v bitvě u Guntramovic přepadl pruskou zásobovací jednotku. Tím znemožnil Prusům obléhání Olomouce. Hladoví Prusové byli nuceni od města odtáhnout. Dnes, stejně jako kdysi, si můžeme odpočinout ve stínu staré lípy na přilehlém odpočívadle. Turisté si mohou o této bitvě a o dalších pověstech přečíst na místní informační tabuli.
Dalším zajímavým místem v okolí Červené hory je Cesta Česko-německého porozumění, Pomník obětem bitvy u Guntramovic na místě hromadného hrobu vojáků již zmíněné Prusko-rakouské bitvy z roku 1758 a Kaple svatého Jana Nepomuckého. Cesta Česko-německého porozumění je tvořená dlažbou ze slezské žuly obsahující různé vzkazy. Cestu postupně vytvořily města, různé organizace, ale i jednotlivci. Kromě českých přispěvatelů jsou zde i dlaždice z Německa, Polska, Francie, Rakouska, ale i ze zámoří. Smyslem této cesty je, aby každý mohl svým symbolickým kamenem prezentovat svůj zájem o udržování dobrých mezinárodních vztahů. Cesta začíná u kříže, symbolu smíření a směřuje do budoucnosti.
V okolí se také nachází dva stěnové lomy, kde je dobře patrná zdejší sopečná činnost. Sopečná činnost zde tak jako u ostatních vulkánů probíhala zhruba před dvěma miliony let. Lomy se rozkládají přibližně 1,5 km západně od vrcholu Červené hory. První se nachází asi 500 metrů jižně od Zlaté lípy a není příliš velký ani zajímavý. Druhý je mnohem větší. Výška lomové stěny dosahuje místy až 18 metrů a celý lom dosahuje šířky přibližně dvou set metrů. Uprostřed lze spatřit asi 8 metrů vysoký pozůstatek připomínající kalderu, na němž lze spatřit pozoruhodný kulovitý rozpad čediče. Blíže Lávový suk Červená hora.

## Galerie

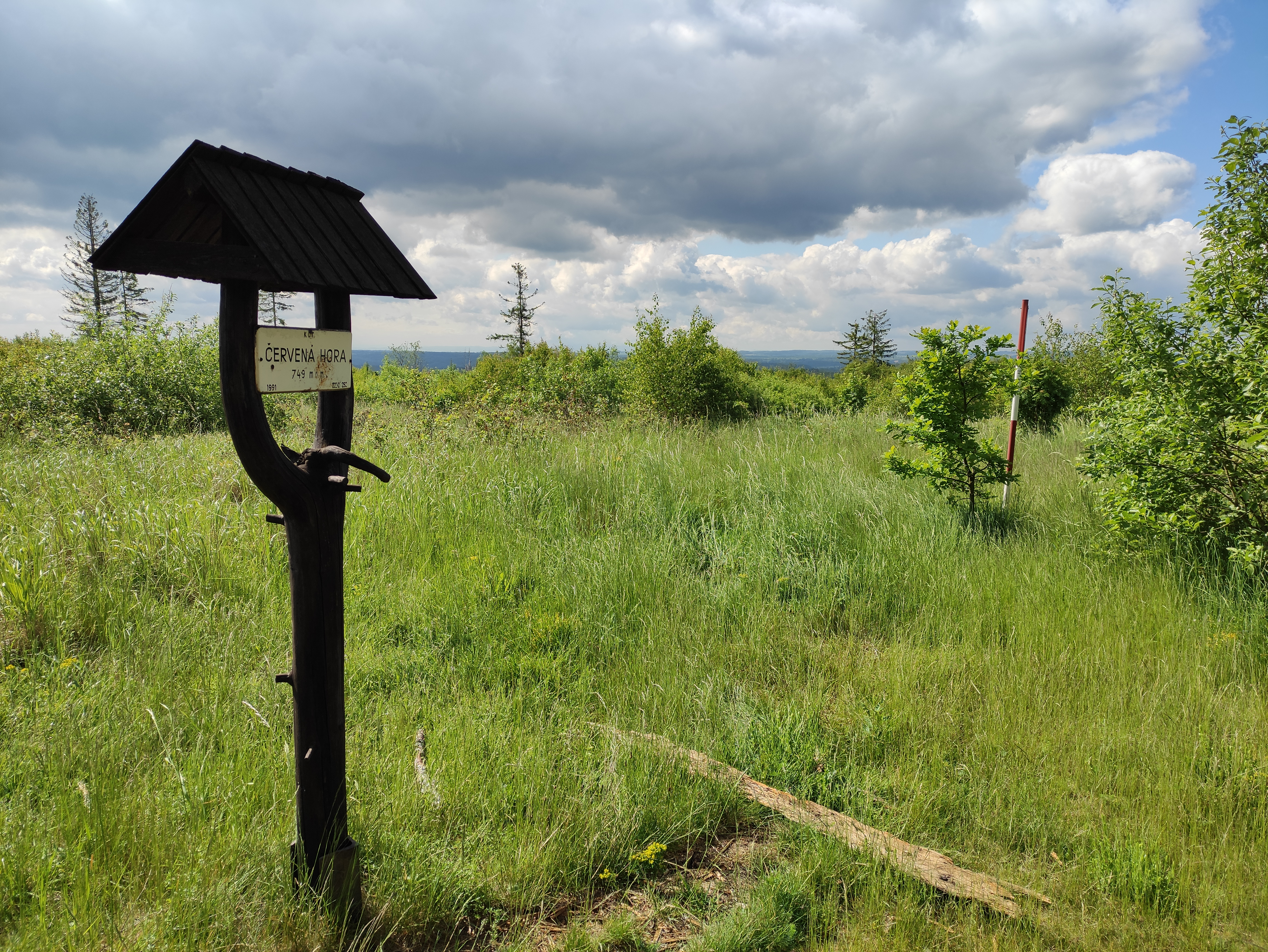
vrchol
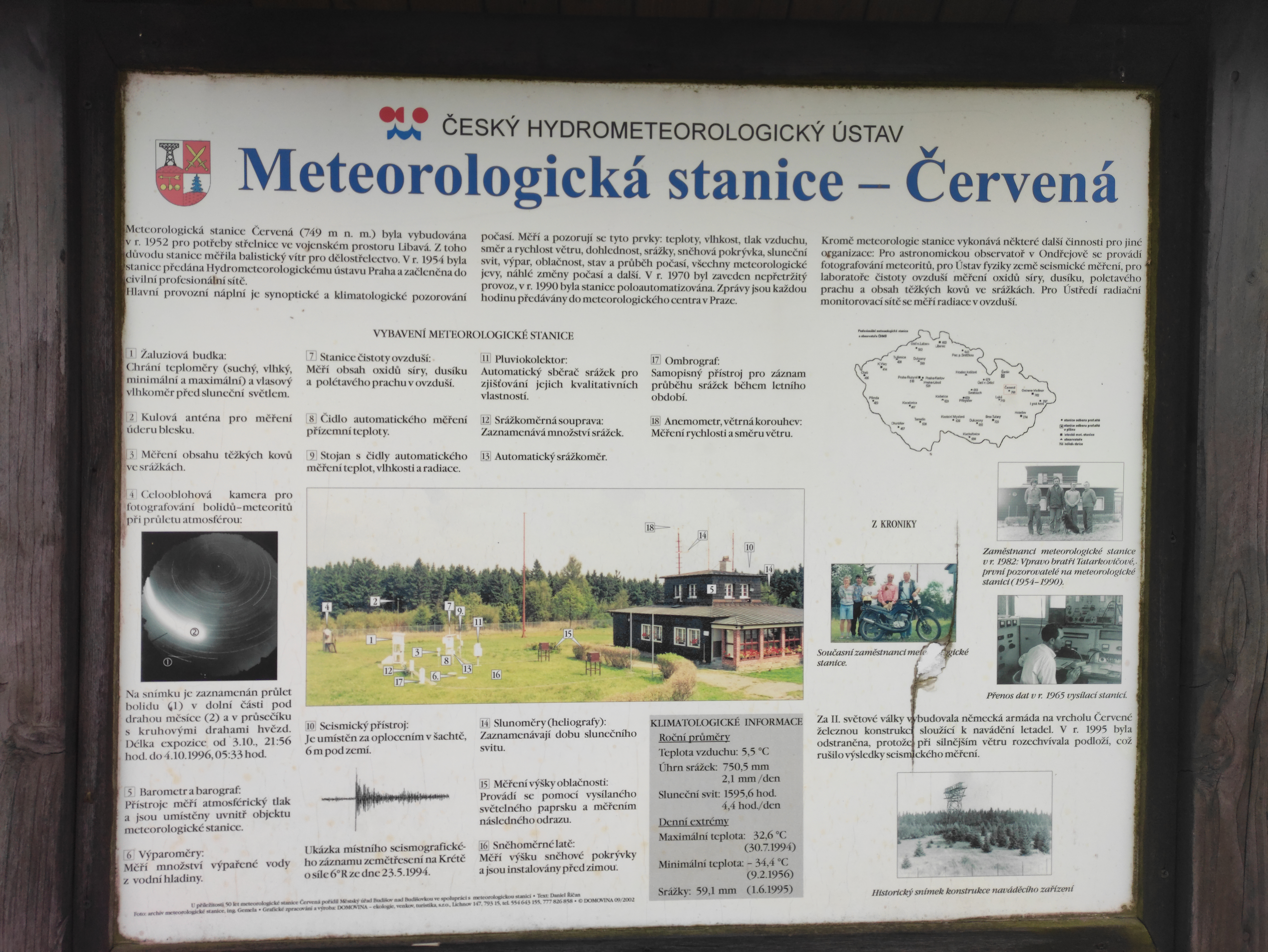
informační tabule na vrcholu